# 耶拉 (塔毛利帕斯州)
耶拉（西班牙語：Llera de Canales）是墨西哥的城鎮，位於該國東北部，由塔毛利帕斯州負責管轄，面積2,283平方公里，最高點海拔291米，平均溫度攝氏11度，2005年人口17,317。